# João Amoêdo
João Dionisio Filgueira Barreto Amoêdo, mais conhecido como João Amoêdo (Rio de Janeiro, 22 de outubro de 1962), é um político, banqueiro, e engenheiro brasileiro e um dos fundadores do Partido Novo (NOVO).
Como candidato a presidente nas eleições de 2018, Amoêdo teve 2,679,745 votos, conquistando 2,5% dos votos válidos e terminando o primeiro turno como o quinto candidato mais votado, superando nomes tradicionais da política brasileira, como a ex-senadora Marina Silva da Rede Sustentabilidade (REDE) e o senador Álvaro Dias, do Podemos (PODE).

## Vida pessoal
João Amoêdo nasceu em 22 de outubro de 1962 no Rio de Janeiro. É filho do médico radiologista paraense Armando Rocha Amoêdo e da administradora de empresas Maria Elisa Filgueira Barreto, do Rio Grande do Norte. Em 1987, João Amoêdo casou-se com Rosa Helena Nasser, natural de Campo Grande, Mato Grosso do Sul, com quem tem três filhas. Amoêdo também é triatleta: já completou seis ironmans e mais de dez maratonas. Em 2010, após um ano de tratamento de um linfoma, conseguiu se recuperar e voltar à sua rotina, inclusive de esportes. Em 2018 anunciou sua pré-candidatura à presidência do Brasil, sendo o candidato que declarou maior patrimônio. Torce para o Fluminense.

## Formação e carreira
Amoêdo estudou no colégio Santo Inácio no Rio de Janeiro e cursou simultaneamente engenharia civil na UFRJ e administração de empresas na PUC-Rio, graduando-se em ambas em 1984, aos 22 anos.
Iniciou suas atividades profissionais ainda na faculdade, como estagiário de cálculo estrutural e, posteriormente, em uma empresa de engenharia, em Niterói.
Em 1985, logo após as graduações, participou do programa para trainees do Citibank, no qual foi aprovado. Posteriormente, em uma turma de sessenta trainees de todo o Brasil, foi selecionado pelo banco, junto com mais 3 candidatos, para um programa piloto de treinamento em Porto Rico, participando com pessoas de mais de dez países. Em 1988 foi convidado para trabalhar no Banco BBA-Creditansalt S.A, que estava se formando no Brasil. Nessa instituição, começou como gerente comercial, posteriormente foi promovido a Diretor Regional e, mais tarde, a Diretor Executivo. Em 1999, assumiu a gestão da financeira do banco, a Fináustria. Como parte do acordo para gerir a financeira, João adquiriu 23% das ações da empresa. Sob a sua gestão, a empresa, que em 1999 estava deficitária em suas contas, foi renovada e passou a ter lucro.
Na sua administração, a empresa foi eleita uma das 100 melhores para se trabalhar no Brasil pela revista Exame. Em 2002, a Fináustria foi vendida por três vezes o seu valor patrimonial para o Banco Itaú. Em 2004 Amoêdo foi convidado para assumir a vice-presidência do Unibanco.
Em 2005 deixou as tarefas executivas e foi eleito membro do conselho de administração do Unibanco, e, em 2009, foi eleito membro do conselho de administração do Itaú-BBA, cargo que ocupou até 2015. Atualmente é membro do Conselho de Administração da João Fortes, função que ocupa desde 2011, mesmo ano em que iniciou sua relação com o novo.
Amoêdo é sócio do Instituto de Estudos de Política Econômica/Casa das Garças (IEPE/CdG) e foi colunista do jornal Folha de S.Paulo até dezembro de 2017.

## Fundação do Partido Novo

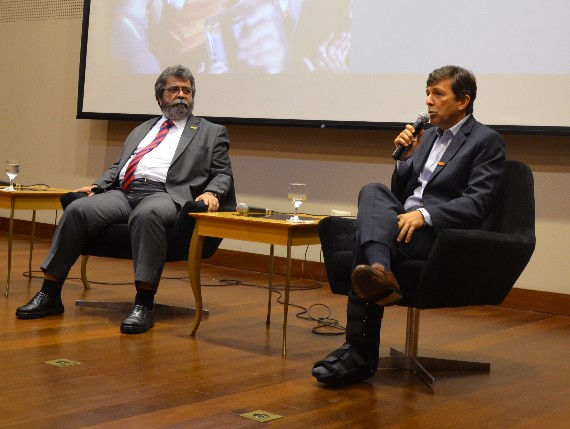
Amoêdo na Casa da Indústria, em Natal, da 1ª edição do Fórum Sistema FIERN Caminhos do Brasil.

Foi um dos principais fundadores do "Partido Novo", em 12 de fevereiro de 2011, e em 15 de setembro de 2015 se tornou o seu presidente, afastando-se do cargo em julho de 2017 para concorrer à eleição de 2018 (o estatuto do partido proibia que os seus candidatos possuíssem alguma gerência partidária) e retornando após o fim do pleito.
Amoêdo doou R$ 4,5 milhões dos R$ 5 milhões necessários para a fundação do partido. De acordo com artigo publicado pelas revista Época, contou ainda com o investimento de banqueiros como Pedro Moreira Salles e Fernão Bracher e de Armínio Fraga, o ex-ministro do Banco Central. Outra matéria, publicada na revista Valor Econômico, salienta que os principais financiadores do partido são ligados ao grupo de empresas pertencentes ao Itaú Unibanco. Além desses, dentre doadores também se incluem o vice-presidente do banco Votorantim, Eduardo Mazzilli de Vassimon, e o presidente da Fundação Itaú Social e ex-presidente do Santander Brasil, Fábio Barbosa.
Em 2022, no contexto de uma deterioração histórica de suas relações com o partido, Amoêdo foi suspenso do Novo após declarar voto em Lula no segundo turno das eleições daquele ano. Apesar de não ser citado como razão oficial da suspensão, o voto no Partido dos Trabalhadores foi duramente criticado por filiados e pelo partido, que não se posicionou a favor de nenhum dos candidatos no segundo turno. Amoedo declarou-se "surpreso e indignado" com a decisão. Em novembro do mesmo ano, deixou o partido, afirmando que a sigla que ajudou a fundar "não existe mais" e que ela descumpre seu próprio estatuto, aparelha a Comissão de Ética para silenciar filiados, idolatra mandatários e estimula ações antidemocráticas.

## Candidatura à presidência em 2018
A campanha presidencial de João Amoêdo em 2018 foi anunciada em 16 de novembro de 2017; e em 4 de agosto de 2018 ele se tornou o candidato oficial do partido, durante convenção, com uma plataforma liberal. Foi definido como vice o professor e cientista político Christian Lohbauer, formando uma chapa puro-sangue. Foi crítico do modelo de troca de cargos por apoio, no Congresso, o também conhecido como "presidencialismo de coalizão". 
Em Março de 2020, anunciou a saída da Presidência do Partido Novo, sendo substituído por Eduardo Ribeiro. Em nota, afirmou "acredito que toda instituição baseada em valores e ideias, como é o NOVO, precisa de renovação nos seus comandos, para seguir amadurecendo e crescendo". Apesar da saída da presidência do partido, continuou como filiado, membro do conselho curador da Fundação NOVO e afirmou continuar participando ativamente da vida política do país.  Recentemente, diante da aproximação do Presidente Jair Bolsonaro com o chamado "Centrão",  criticou a decisão do Presidente e relacionou a atitude à "velha politica". 

## Posicionamentos

### Políticas econômicas
Amoêdo é favorável à promoção da liberdade econômica, por entender que o livre mercado é o ambiente de negócios que funciona melhor para todos, que o indivíduo é o principal gerador de riqueza e que ele é um agente de mudanças. Fundador do Partido Novo, Amoêdo afirma que todos os eleitos pelo partido seguirão o ideal da liberdade econômica, com redução do Estado, maior autonomia do indivíduo e diminuição dos impostos.
João Amoêdo critica a complexidade tributária brasileira, é contrário aos subsídios e renuncias fiscais que o governo fornece para setores empresariais e é favorável à privatização de todas empresas estatais. Segundo ele, o papel do Estado deve ser garantir a segurança, educação, saúde e uma rede de proteção para os mais pobres.

### Pobreza e desigualdade
Amoêdo dá prioridade ao combate a pobreza ao invés da desigualdade. Entretanto, o ex-candidato destaca que, no Brasil, a desigualdade social foi ampliada quando o governo forneceu subsídios e isenções fiscais para lobbys de setores empresariais com recursos do Fundo de Garantia do Tempo de Serviço (FGTS), quando o foco da educação pública foi no ensino superior ao invés do ensino básico e quando as contas públicas não estiveram em equilíbrio fiscal. Em síntese, para João Amoêdo, as desigualdades sociais brasileiras são ampliadas pelo Estado.
Em relação ao Bolsa Família, escreveu em uma coluna na Folha de S.Paulo que o programa seria o "que traz um dos melhores retornos em relação ao volume investido".

### Educação
Para Amoêdo, a educação brasileira deve ter o enfoque de recursos na educação básica. Além do mais, é defendido pelo fundador do Partido Novo que exista um melhor sistema de metas de desempenhos escolares e de profissionais da educação, no qual também seria base para distribuição de uma maior quantidade de recursos destinados para os locais com melhores resultados.
Sobre o Prouni, Amoêdo defende uma ampliação do programa também para o ensino básico até o ensino médio. Com relação ao FIES, Amoêdo defende uma aprimoramento do sistema.
Além disso, é defendido pelo ex-candidato que possa se existir um sistema de Voucher educação, no qual recursos públicos seriam passados para os pais dos alunos colocarem suas crianças em escolas privadas que atendessem os requisitos de qualidade. Sobre o programa, Amoêdo destaca que "as escolas públicas continuariam a existir e seriam fortalecidas, mas os pais teriam a opção de usar os recursos para colocar seus filhos em escolas particulares".
Sobre o ensino superior público, Amoêdo defende que o aluno que possui capacidade financeira pague pelos seus estudos. Segundo o ex-candidato, esses recursos seriam transferidos para o ensino fundamental.

### Saúde
Baseando-se em um estudo do Banco Mundial, Amoêdo já afirmou que gostaria de tornar o SUS mais eficiente através da economia de recursos desperdiçado pelo sistema. O ex-candidato também destacou que desejaria implementar novas tecnologias como o prontuário único, universal e com o histórico de paciente e a eliminação das filas através de plataformas digitais para marcação de consultas. Também é defendido por ele a expansão e priorização dos programas de prevenção, como clínicas de família e uma maior autonomia para os gestores de hospitais juntamente de novas regras de governança.
Assim como na Educação, Amoêdo defende que sejam feitos testes do modelo de Voucher Saúde, no qual a pessoa receberia do governo um especie de "vale" para usar a rede de saúde privada. Em síntese, o modelo funcionaria como se o governo gastasse diretamente na saúde, custeando esses serviços, mas não necessariamente o governo estaria criando e/ou gerenciando hospitais para fornecer serviços de saúde.

### Impunidade e corrupção
Segundo levantamento da Folha de S.Paulo, João Amoêdo foi um dos pré-candidatos de 2018 à presidência que não respondia a nenhum processo na Justiça, seja por crimes relacionados à corrupção ou por processos relacionados a danos morais.
Em março de 2018 posicionou-se favorável à prisão em segunda instância, propunha o fim do foro privilegiado e, em entrevista à revista Veja, em abril de 2018, declarou que o juiz federal Sergio Moro seria "muito bem-vindo" no seu partido (Novo). João Amoêdo também cogitou escolher o então magistrado como ministro da Justiça ou ministro do Supremo Tribunal Federal (STF). Contudo, em 2022, criticou posicionamentos e escolhas políticas do ex-juiz que alinhou-se à candidatura de Jair Bolsonaro à reeleição: "Por que se candidatar por um partido, depois mudar para outro, que não representa exatamente a cara mais limpa na política? Ele, inclusive, dá argumentos, que Lula não usou, para questionar se ele não teria tido um viés maior, porque ele imediatamente assumiu um cargo com Bolsonaro. E, agora, depois de ter feito críticas ao governo, voltar para a campanha de Bolsonaro. Isso afeta a imagem dele..."

### Políticas sociais
Amoêdo defende o liberalismo, sobretudo do ponto de vista econômico,  Em uma entrevista ao jornal El País declarou sobre a desigualdade salarial que "se as empresas estão pagando salários diferentes, não cabe ao Estado interferir nisso. Algum motivo deve ter, cabe entender essa dinâmica. Mas o risco de aprovar uma lei que determina salários iguais é que algumas mulheres acabem desempregadas.".
Embora seja reticente em relação a diversos temas sociais, declarando-se conservador quanto aos costumes, João Amoêdo se posiciona a favor do casamento entre pessoas do mesmo sexo.
Também se posicionou contra a legalização da maconha no Brasil atualmente. Contudo, ele reconhece que o combate às drogas não está funcionando. Além disso, segundo ele, essa não é uma opinião imutável. Segundo João, "na vida, a gente tem que evoluir". Amoêdo acredita que esses assuntos precisam ser analisados com cuidado: “É descriminalizar total? É só a maconha? Não é um assunto simples, não é que seja uma resposta para sair de fininho, não. Não é assim: preto ou branco, a favor ou contra. Que drogas? Como você legaliza? E são todas elas? E todo mundo pode fumar crack de uma hora para outra? Vai ser vendido na farmácia? Como vai ser isso?”.

### Fundo partidário e fundo eleitoral
Em março de 2018, criticou o uso de dinheiro público para financiamento de campanhas e declarou que assim como aconteceu com o dinheiro do fundo eleitoral, não utilizará a verba do fundo partidário prevista para seu partido. “Além do fundo eleitoral de R$ 1,7 bilhão, os partidos usarão o fundo partidário para campanhas. Esses fundos são compostos por nossos impostos. É a velha política usando o nosso dinheiro para se manter no poder e lutar contra a renovação. O NOVO não usa nem R$ 1 desses fundos”, declarou Amoêdo. Desde a fundação do partido, Amoêdo faz críticas ao uso de dinheiro público para campanhas políticas.

### Reforma Política
Em sua proposta de reforma política, João Amoêdo defende uma maior facilidade para a criação de partidos políticos desde que não se use dinheiro público nas eleições e na manutenção partidária, o fim do voto obrigatório, o modelo de voto distrital misto e a redução de 1/3 do número de Deputados Federais e Senadores.

## Desempenho em Eleições
| Ano  | Eleição                | Partido | Cargo      | Votos     | %                | Resultado  | Ref    |
| ---- | ---------------------- | ------- | ---------- | --------- | ---------------- | ---------- | ------ |
| 2018 | Presidencial do Brasil | NOVO    | Presidente | 2.679.745 | 2,50% (5° lugar) | Não Eleito | [ 11 ] |